# Молдавська Радянська Соціалістична Республіка
Молда́вська Радя́нська Соціалісти́чна Респу́бліка (рум. Република Советикэ Сочиалистэ Молдовеняскэ; рос. Молда́вская Сове́тская Социалисти́ческая Респу́блика) — державне утворення, що існувало в 1940–1991, одна з республік СРСР. Столиця республіки — Кишинів.
Станом на 1987 поділялась на 40 адміністративних районів, 21 місто і 48 смт.
23 червня 1990 Молдавська РСР проголосила свій суверенітет, а 27 серпня 1991 — державну незалежність.

## Історія утворення
23 серпня 1939 підписаний Пакт Молотова — Ріббентропа — договір про ненапад між Третім Рейхом і СРСР. У секретному додатковому протоколі до цього договору розмежовувалися сфери впливу у Східній Європі і, зокрема, підкреслювався інтерес СРСР до Бессарабії.
26 і 27 червня 1940 уряд СРСР направив уряду Румунії дві ноти, в яких пропонувалося повернути Бессарабію Радянському Союзу. Коронна рада Румунії вимушена згодитися з радянськими вимогами. У ноті від 28 червня 1940 уряд Румунії згодився з пропозицією про передачу Бессарабії, а також з порядком і термінами виведення своїх військ і адміністрації. Цього ж дня, 28 червня, в Бессарабію були введені частини Червоної Армії.
10 липня 1940 р. ЦК ВКП(б) і Рада Народних Комісарів СРСР ухвалили Постанову «Про утворення союзної МРСР» (ні ЦК ВКП(б), ні РНК СРСР не мали компетенції та повноважень ухвалювати рішення про утворення якої-небудь нової союзної республіки), а 20 липня Політбюро ЦК ВКП(б) остаточно вирішує питання про територіальне розмежування МАРСР.

2 серпня 1940 року на VII сесії Верховної Ради СРСР прийнятий «Закон про утворення союзної Молдавської Радянської Соціалістичної Республіки».
До складу Молдавської РСР були включені: Кишинів, 6 з 9 повітів Бессарабії (Бєльцький, Бендерський, Кагульський, Кишинівський, Оргєєвський, Сорокський), а також Тирасполь і 6 з 14 районів колишньої Молдавської АРСР (Григоріопольський, Дубоссарський, Каменський, Рибницький, Слободзейський, Тираспольський). Решта районів МАРСР, а також Аккерманський, Ізмаїльський та Хотинський повіти Бессарабії відійшли до Української РСР.
У листопаді 1940 змінений кордон між МРСР і УРСР. До Української РСР відійшов 61 населений пункт з 55 000 населенням (46 населених пунктів Бендерського повіту, 1 населений пункт Кагульського повіту, 14 населених пунктів колишніх районів МАРСР). До Молдавської РСР відішли 96 населених пунктів з 203 000 населенням (76 населених пунктів Хотинського повіту, 6 — Ізмаїльського і 14 Аккерманського повітів). Ці зміни мотивувалися тим, що в населених пунктах, переданих Молдавській РСР, переважало молдовське населення, а в переданих Українській РСР — українське, болгарське та зросійщене населення.
В результаті територія МРСР склала 33 700 км², населення — 2,7 млн осіб, з яких 70 % складали молдовани.
Дивись також: Молдова у Другій світовій війні

## Економіка

### Промисловість
За роки радянської влади великий розвиток в економіці республіки отримали електроенергетика, машинобудування, легка промисловість, виробництво будівельних матеріалів.
Основа електроенергетики — теплові електростанції: Молдовська ГРЕС, Кишинівська ТЕЦ і Бєльцька ТЕЦ і інші, Дубоссарська ГЕС (на річці Дністер).
Провідна галузь промисловості — харчосмакова (виноробна, плодоовочеконсервна, цукрова, борошномельно-круп'яна, олійницька, у тому числі виробництво рожевої, шавлієвої, м'ятної, лавандової олії для парфумерної та кондитерської промисловості, тютюнова та інші).
Великі центри: Кишинів, Тирасполь, Бєльці, Бендери. Переробна чорна металургія (Рибниця). З галузей машинобудування були найрозвиненіші електротехнічна (у тому числі трансформатори, електродвигуни, побутові холодильники та пральні машини), приладобудівна промисловість (виробництво лічильних машин та іншого), сільськогосподарське машинобудування (у тому числі садово-городні машини), тракторобудування — головним чином у Кишиневі, Тирасполі, Бельцях, Бендерах. Легка промисловість (килими та килимові вироби, шкіряне взуття, трикотажні, швейні вироби, натуральний шовк та інше).
Розвивалися хімічна (виробництво лаків, фарб, штучних шкір і гумотехнічних виробів), мікробіологічна промисловість. Виробництво будматеріалів, скляна промисловість, деревообробка.

### Сільське господарство
У 1987 в республіці налічувалося 489 радгоспів і 372 колгоспа. Сільськогосподарські угіддя становили 2,6 мільйонів га, з них рілля — 1,8 мільйона га. Площа виноградних насаджень 205 тисяч га, плодово-ягідних 208 тисяч га. Посівні площі зернових культур (пшениця, кукурудза, ячмінь) 707 тисяч га (1986 рік), валовий збір зерна 2044 тисяч тонн.
Найважливіші галузі сільського господарства — виноградарство і плодівництво. Валовий збір винограду — 1222 тисяч тонн у 1986 році, плодів і ягід — 1202 тисяч тонн.
Вирощували технічні (соняшник, цукрові буряки, тютюн, ефірно-олійні) культури. Овочівництво.
Тваринництво, головним чином молочно-м'ясного напряму. Поголів'я (на 1987 рік, у млн голів): велика рогата худоба — 1,2 (у тому числі корів — 0,4), свиней — 1,9, овець і кіз — 1,2.

### Транспорт
Основні види транспорту — залізничний і автомобільний. Експлуатаційна довжина (на 1986 рік):
- Залізниць — 1,15 тис. км,
- автодоріг — 10,1 тисяч км (в тому числі з твердим покриттям — 9,4 тисяч км).

Судноплавство по Дністру і Пруту.

## Керівники Молдавської РСР
Цікаво, що всі керівники Молдавської РСР — лідери її Компартії, в 1940—1989, мали відношення до України, народилися на території її губерній й областей. Тільки останній керманич радянської Молдавії, Петро Лучинський (майбутній президент незалежної Молдови), народився в Молдові.
- Бородін Петро Григорович (1940—1942). Народився у Катеринославі.
- Салогор Микита Леонтійович (1942—1946). Народився у селі Костянтинівка, Херсонська губернія.
- Коваль Микола Григорович (1946—1950). Народився у селі Кам'янка, Подільська губернія.
- Брежнєв Леонід Ілліч (1950—1952). Народився у селі Кам'янське, Катеринославська губернія.
- Гладкий Дмитро Спиридонович (1952—1954). Народився у селі Мартоноша, Катеринославська губернія.
- Сердюк Зиновій Тимофійович (1954—1961). Народився у селі Гарбузинка, Херсонська губернія
- Бодюл Іван Іванович (1961—1980). Народився у селі Олександрівка, Херсонська губернія.
- Гроссу Семен Кузьмович (1980—1989). Народився у селі Новоселівка, Одеська область.
- Лучинський Петро Кирилович (1989—1990).

## Уродженці Молдавської РСР
- Богданов Дмитро Степанович — український освітянин